# Landtagswahlkreis Mecklenburgische Seenplatte V
Der Landtagswahlkreis Mecklenburgische Seenplatte V (bis 2015:Mecklenburg-Strelitz II/Müritz II) ist ein Landtagswahlkreis in Mecklenburg-Vorpommern. Er umfasst vom Landkreis Mecklenburgische Seenplatte die Ämter Friedland, Neverin, Penzliner Land, Stargarder Land und Woldegk.

## Wahl 2021
Bei der Landtagswahl in Mecklenburg-Vorpommern 2021 gab es in diesem Wahlkreis folgendes Ergebnis:
| Partei               | Direktkandidat     | Erststimmen      | Zweitstimmen     |
| -------------------- | ------------------ | ---------------- | ---------------- |
| SPD                  | Dagmar Kaselitz    | 29,4 %           | 37,5 %           |
| AfD                  | Andreas Rösler     | 24,0 %           | 22,4 %           |
| CDU                  | Thomas Diener      | 18,4 %           | 14,5 %           |
| Die LINKE            | Tino Eisbrenner 1  | 12,1 %           | 9,0 %            |
| GRÜNE                | Steffen Dobbert    | 3,1 %            | 3,2 %            |
| FDP                  | Mirko Renger       | 5,5 %            | 5,1 %            |
| NPD                  | –                  | -                | 1,1 %            |
| Tierschutzpartei     | –                  | –                | 1,1 %            |
| Freier Horizont      | Norbert Schumacher | 2,3 %            | 1,1 %            |
| Die PARTEI           | –                  | –                | 0,6 %            |
| FREIE WÄHLER         | Frank Dade         | 2,0 %            | 1,2 %            |
| PIRATEN              | –                  | –                | 0,3 %            |
| LKR                  | –                  | –                | 0,0 %            |
| DKP                  | –                  | –                | 0,1 %            |
| Bündnis C            | –                  | –                | 0,1 %            |
| TIERSCHUTZ hier!     | –                  | –                | 0,4 %            |
| dieBasis             | Belinda Eule       | 1,8 %            | 1,7 %            |
| DiB                  | –                  | –                | 0,0 %            |
| FPA                  | –                  | –                | 0,0 %            |
| ÖDP                  | –                  | –                | 0,0 %            |
| Die Humanisten       | –                  | –                | 0,0 %            |
| Gesundheitsforschung | –                  | –                | 0,2 %            |
| Team Todenhöfer      | –                  | –                | 0,2 %            |
| UNABHÄNGIGE          | –                  | –                | 0,3 %            |
| Einzelbewerber       | Thomas Beckmann    | 1,4 %            | –                |
| Wahlberechtigte      | 33.365 Einwohner   | 33.365 Einwohner | 33.365 Einwohner |
| Wahlbeteiligung      | 73,5               | 73,5             | 73,5             |

## Wahl 2016
Bei der Landtagswahl in Mecklenburg-Vorpommern 2016 kam es zu folgenden Ergebnissen:
| Partei           | Direktkandidaten    | Erststimmen      | Zweitstimmen     |
| ---------------- | ------------------- | ---------------- | ---------------- |
| SPD              | Dagmar Kaselitz     | 24,6 %           | 26,3 %           |
| CDU              | Lorenz Caffier      | 26,6 %           | 21,9 %           |
| DIE LINKE        | Frank Nieswandt     | 13,2 %           | 12,0 %           |
| GRÜNE            | Helge Kramer        | 3,0 %            | 3,3 %            |
| NPD              | –                   | –                | 4,3 %            |
| FDP              | Manfred Peters      | 3,6 %            | 2,6 %            |
| PIRATEN          | –                   | –                | 0,4 %            |
| FAMILIE          | –                   | –                | 0,8 %            |
| FREIE WÄHLER     | –                   | –                | 0,3 %            |
| Die PARTEI       | –                   | –                | 0,5 %            |
| Die Achtsamen    | –                   | –                | 0,1 %            |
| ALFA             | –                   | –                | 0,3 %            |
| AfD              | Andres Rösler       | 25,9 %           | 23,9 %           |
| Bündnis C        | –                   | –                | 0,1 %            |
| DKP              | –                   | –                | 0,1 %            |
| Freier Horizont  | Hans-Joachim Kasper | 3,2 %            | 2,3 %            |
| Tierschutzpartei | –                   | –                | 1,1 %            |
| Wahlberechtigte  | 34.202 Einwohner    | 34.202 Einwohner | 34.202 Einwohner |
| Wahlbeteiligung  | 63,5 %              | 63,5 %           | 63,5 %           |

## Wahl 2011
Bei der Landtagswahl in Mecklenburg-Vorpommern 2011 gab es folgende Ergebnisse:
| Partei          | Direktkandidat   | Erststimmen     | Zweitstimmen    |
| --------------- | ---------------- | --------------- | --------------- |
| SPD             | Dagmar Kaselitz  | 29,8 %          | 34,6 %          |
| CDU             | Lorenz Caffier   | 36,9 %          | 29,1 %          |
| DIE LINKE       | Frank Nieswandt  | 18,0 %          | 16,6 %          |
| NPD             | Hannes Welchar   | 6,5 %           | 7,0 %           |
| GRÜNE           | Hendrik Fulda    | 6,0 %           | 5,6 %           |
| FDP             | Bernd Szewierski | 2,8 %           | 2,5 %           |
| PIRATEN         |                  |                 | 1,5 %           |
| FAMILIE         |                  |                 | 1,4 %           |
| FREIE WÄHLER    |                  |                 | 0,7 %           |
| Die PARTEI      |                  |                 | 0,3 %           |
| AB              |                  |                 | 0,2 %           |
| AUF             |                  |                 | 0,2 %           |
| APD             |                  |                 | 0,1 %           |
| PBC             |                  |                 | 0,1 %           |
| REP             |                  |                 | 0,1 %           |
| ödp             |                  |                 | 0,1 %           |
| Wahlberechtigte | 36244 Einwohner  | 36244 Einwohner | 36244 Einwohner |
| Wahlbeteiligung | 53,7 %           | 53,7 %          | 53,7 %          |

## Wahl 2006
Bei der Landtagswahl in Mecklenburg-Vorpommern 2006 gab es folgende Ergebnisse:
| Partei          | Direktkandidat   | Erststimmen     | Zweitstimmen    |
| --------------- | ---------------- | --------------- | --------------- |
| CDU             | Lorenz Caffier   | 35,0 %          | 32,5 %          |
| SPD             | Bodo Krumbholz   | 27,7 %          | 27,1 %          |
| PDS             | Frank Nieswandt  | 16,6 %          | 15,0 %          |
| FDP             | Carsten Behrmann | 8,8 %           | 10,1 %          |
| NPD             | Sven Leibnitz    | 9,1 %           | 9,2 %           |
| GRÜNE           | Helge Kramer     | 2,9 %           | 2,6 %           |
| FAMILIE         |                  |                 | 1,1 %           |
| GRAUE           |                  |                 | 0,5 %           |
| WASG            |                  |                 | 0,4 %           |
| Bündnis für M-V |                  |                 | 0,3 %           |
| Deutschland     |                  |                 | 0,3 %           |
| PBC             |                  |                 | 0,2 %           |
| AB              |                  |                 | 0,1 %           |
| AGFG            |                  |                 | 0,1 %           |
| Offensive D     |                  |                 | 0,1 %           |
| APD             |                  |                 | 0,1 %           |
| Wahlberechtigte | 39045 Einwohner  | 39045 Einwohner | 39045 Einwohner |
| Wahlbeteiligung | 59,6 %           | 59,6 %          | 59,6 %          |

## Wahl 2002
Bei der Landtagswahl in Mecklenburg-Vorpommern 2002 gab es folgende Ergebnisse:
| Partei          | Direktkandidat  | Erststimmen     | Zweitstimmen    |
| --------------- | --------------- | --------------- | --------------- |
| SPD             | Bodo Krumbholz  | 36,6 %          | 37,5 %          |
| CDU             | Lorenz Caffier  | 37,6 %          | 35,4 %          |
| PDS             | Frank Nieswandt | 17,1 %          | 15,5 %          |
| FDP             | Rainer Kühle    | 6,5 %           | 5,4 %           |
| GRÜNE           | Gerd Hernacz    | 2,2 %           | 1,9 %           |
| Schill          |                 |                 | 1,5 %           |
| NPD             |                 |                 | 0,9 %           |
| SPASSPARTEI     |                 |                 | 0,6 %           |
| REP             |                 |                 | 0,4 %           |
| Bürgerpartei MV |                 |                 | 0,2 %           |
| PBC             |                 |                 | 0,2 %           |
| V.P.M.V.        |                 |                 | 0,2 %           |
| GRAUE           |                 |                 | 0,2 %           |
| SLP             |                 |                 | 0,0 %           |
| Wahlberechtigte | 39199 Einwohner | 39199 Einwohner | 39199 Einwohner |
| Wahlbeteiligung | 71,9 %          | 71,9 %          | 71,9 %          |

## Wahl 1998
Bei der Landtagswahl in Mecklenburg-Vorpommern 1998 gab es folgende Ergebnisse:
| Partei          | Direktkandidat     | Erststimmen     | Zweitstimmen    |
| --------------- | ------------------ | --------------- | --------------- |
| CDU             | Georg Nolte        | 38,0 %          | 34,9 %          |
| SPD             |                    | 34,1 %          | 31,6 %          |
| PDS             |                    | 24,5 %          | 21,9 %          |
| DVU             |                    |                 | 3,5 %           |
| GRÜNE           |                    |                 | 2,3 %           |
| FDP             |                    | 2,3 %           | 1,7 %           |
| Pro DM          |                    |                 | 1,6 %           |
| NPD             |                    |                 | 1,0 %           |
| REP             |                    |                 | 0,9 %           |
| PBC             |                    |                 | 0,2 %           |
| BfB             |                    |                 | 0,2 %           |
| AB 2000         |                    |                 | 0,2 %           |
| GRAUE           |                    |                 | 0,1 %           |
| Einzelbewerber  | Siegfried Schümann | 1,1 %           |                 |
| Wahlberechtigte | 37831 Einwohner    | 37831 Einwohner | 37831 Einwohner |
| Wahlbeteiligung | 81,5 %             | 81,5 %          | 81,5 %          |

## Wahl 1994
Bei der Landtagswahl in Mecklenburg-Vorpommern 1994 gab es folgende Ergebnisse:
| Partei          | Direktkandidat  | Erststimmen     | Zweitstimmen    |
| --------------- | --------------- | --------------- | --------------- |
| CDU             | Georg Nolte     | 48,7 %          | 47,2 %          |
| SPD             |                 | 28,1 %          | 26,5 %          |
| PDS             |                 | 17,5 %          | 17,0 %          |
| FDP             |                 | 3,3 %           | 3,4 %           |
| GRÜNE           |                 |                 | 2,8 %           |
| REP             |                 |                 | 1,5 %           |
| PASS            |                 |                 | 0,6 %           |
| NATURGESETZ     |                 |                 | 0,3 %           |
| GRAUE           |                 |                 | 0,3 %           |
| NdB             |                 |                 | 0,2 %           |
| BUMV            |                 |                 | 0,1 %           |
| NPD             |                 |                 | 0,1 %           |
| PBC             |                 |                 | 0,1 %           |
| Einzelbewerber  | Rudi Jaschinski | 2,5 %           |                 |
| Wahlberechtigte | 33694 Einwohner | 33694 Einwohner | 33694 Einwohner |
| Wahlbeteiligung | 74,1 %          | 74,1 %          | 74,1 %          |

## Wahl 1990
Die Aufteilung der Wahlkreise 1990 ist mit der späteren im Allgemeinen nicht deckungsgleich. Der Landtagswahlkreis Mecklenburg-Strelitz II/Müritz II war 1990 Teil des Wahlkreises Neustrelitz, in dem Lorenz Caffier (CDU) das Direktmandat gewann.